# Pteris glaucovirens
Pteris glaucovirens är en kantbräkenväxtart som beskrevs av Goldm. Pteris glaucovirens ingår i släktet Pteris och familjen Pteridaceae. Inga underarter finns listade.